# Agua Maldita
Agua Maldita è il settimo album in studio del gruppo musicale messicano Molotov, pubblicato nel 2014.

## Tracce
1. Oleré y oleré y oleré el UHU – 2:50
2. La raza pura es la pura raza (feat. Darryl "D.M.C." McDaniels) – 3:10
3. Fuga – 2:23
4. La necesidad – 4:01
5. No existe – 3:32
6. Llorari – 3:32
7. Again n' Again (feat. Darryl "D.M.C." McDaniels) – 3:50
8. Gonner – 2:51
9. Lagunas metales – 3:53
10. Quién se enoja pierde – 3:26